# SwiftCoin
SwiftCoin — цифрова валюта і поштова система, більш відома як «John McAfee SwiftMail». Утиліта використовує технологію блокчейн для відправки платежів і зашифрованих повідомлень. SwiftCoin створений командою Деніела Бруно.
Через Swiftcoin (www.swiftcoin.club), користувачі можуть купувати і продавати валюту будь-якої країни, в тому числі Bitcoin. Це нова криптовалюта де транзакції зашифровані та анонімні, і немає ніякого центрального банку або органу, щоб стежити за транзакціями чи користувачами.

## Історія
31 грудня 2011 року Деніел Бруно подав заявку на свій патент. 25 листопада 2014 відомство патентів і товарних знаків США видало патент номер 8894547 Даніелу Бруно для Swiftcoin.
|  | Деніел Бруно: Ми почали проект цифрової валюти Swiftcoin в 2010 році і Bitcoin облігацій (Solidus bonds) в 2012 році. Також ми відкрили Cofres Bitcoin в Уругваї, Південній Америці, в 2014 р. Cofres Bitcoin це Bitcoin своп точка і депозит сейф, схожий на банк. Оригінальний текст (англ.) We started the Swiftcoin digital currency project in 2010 and the Bitcoin bond (Solidus bonds) in 2012. We also opened Cofres Bitcoin in Uruguay, South America, in 2014. It is a Bitcoin swap point and safe deposit box facility, similar to a bank. |

У 2012 році компанія запустила новий проект під назвою «Облігації Bitcoin» (Solidus Bonds), а в 2014 році Cofres Bitcoin в Уругваї. Cofres Bitcoin дозволяє місцевим жителям налаштувати облікові записи, а також купувати і продавати цифрові монети, як Bitcoin і swiftcoin за готівку або дорогоцінні метали.
У березні, 2016 команда Даніела Бруно, заявила про пропозицію віддати 10 тис. доларів США будь-якому хакеру, який зможе зламати SwiftCoin і John McAfee SwiftMail код. Дана пропозиція закінчилася 1 квітня, 2016. Жоден хакер не зміг виграти приз в $10,000.
Згодом, в перших числах квітня, Джон Макафі повідомив про нову пропозицію — $20,000 винагороди тому, хто зуміє зламати SwiftCoin та SwiftMail код. Хакер повинен представити себе Джону Макафі, виконати атаку проти SwiftCoin, розкрити зміст SwiftMail і/або вкрасти валюту SwiftCoin, а потім показати, як це було зроблено. Пропозиція тривала до 30 квітня, 2016 року.
25 липня 2016 року, SwiftMail і SwifCoin додаток були випущені безкоштовно на Google Play.